# Asuka-Zeit
Die Asuka-Zeit (jap. 飛鳥時代, Asuka jidai; 538 (religionsgeschichtlich) oder 592–710) ist eine Periode der japanischen Geschichte. Sie bildet die zweite Hälfte der Yamato-Periode. Ihren Namen erhielt sie davon, dass sich die kaiserliche Residenz damals meistens in Asuka-kyō befand. Kunstgeschichtlich unterteilt man die Asuka-Zeit weiter in die Suiko-Zeit (推古時代, Suiko jidai) von 552–645, wobei 552 offiziell der Buddhismus übernommen wurde, und die Hakuhō-Zeit (白鳳時代, hakuhō jidai) von 645–710.

## Überblick
In die Asuka-Zeit fällt die Auseinandersetzung der beiden Familien Soga und Mononobe, die mit einem Sieg der Soga endete und auf diese Weise den Weg des Buddhismus nach Japan eröffnete.
Dem Prinzen Shōtoku Taishi (574–622) aus dieser Zeit wird die erste schriftliche Verfassung Japans (17-Artikel-Verfassung, 604) zugeschrieben, die 17 Paragraphen zu Ethik und Politik enthielt.
Im Jahre 645 begann mit Nakatomi no Kamatari der Aufstieg der Fujiwara-Familie, deren Einfluss erst im 11. Jahrhundert durch die Samurai enden sollte. In dieser Zeit führte man eine Verwaltungs- und Steuerreform nach chinesischem Vorbild durch sowie eine Landreform, für die der Staat Ackerland aufkaufte, um es dann gleichmäßig an die Bauern zu verteilen. Die neuen Machthaber setzen die china-orientierte Politik weiter fort: Mit den Taika-Reformen (645) baut man Staat und Verwaltung weitgehend nach chinesischem Vorbild um. Der Grundbesitz wird vom Kaiser persönlich verwaltet und als neues Machtzentrum entsteht eine neue Hauptstadt (Ritsuryō-System). Volkszählungen, ein einheitliches Steuerregister und Landvermessungen vereinfachen die Verwaltung. Es entsteht also ein zentralisierter Beamtenstaat. Allerdings werden dabei anders als in China die wichtigsten Posten immer an bestimmte Adelsfamilien vergeben, man will sich damit deren Loyalität versichern. Die Leibeigenschaft in den einzelnen Provinzen wird abgeschafft. Ab sofort sind alle dem Kaiser unterstellt.
Moderne Bautechniken, neues medizinisches Wissen, Musik und Literatur kommen in das gegenüber China noch primitiv wirkende Japan. Einige Gebäude aus dieser Zeit haben sich im Hōryū-ji bis heute erhalten.

## Sonstiges
Nach der Asuka-Zeit wurde der Asteroid (4077) Asuka benannt.